# Sphecodes capverdensis
Sphecodes capverdensis är en biart som beskrevs av Gregory B. Pauly och Laroche 2002. Sphecodes capverdensis ingår i släktet blodbin, och familjen vägbin. Inga underarter finns listade i Catalogue of Life.